# 反逆のマーチ/ダークホース/誰も知らない/Mad Pierrot
「反逆のマーチ / ダークホース / 誰も知らない / Mad Pierrot」（はんぎゃくのマーチ / ダークホース / だれもしらない / マッド・ピエロ）は、日本のロックバンド、9mm Parabellum Bulletの7枚目のシングル。

## 概要
- 前作「生命のワルツ」以来、9か月ぶりのリリースとなるシングル。6月19日にZepp Nambaにて開催した自主企画『カオスの百年 vol.11』にて発表された。
- 彼らとしては初となる「“QUATTRO A-Side”シングル」であり、メンバー全員がそれぞれ作曲・プロデュースを手掛けた楽曲を1曲ずつ収録。[2]
- 通常盤、完全受注生産限定Special Editionの2タイプでの発売。前者はCD+DVDの2枚組、後者はそれに加え、「オリジナル・ピザBOX仕様」と、それにちなんだ「4種のトッピング」と称した特典がつく。

## 収録内容
CD、DVDの収録内容は全タイプ共通。

### CD
1. 反逆のマーチ
作詞：菅原卓郎 / 作曲：滝善充
2. ダークホース
作詞：菅原卓郎 / 作曲：中村和彦
3. 誰も知らない
作詞・作曲：菅原卓郎
4. Mad Pierrot
作詞・作曲：かみじょうちひろ

### DVD
6月19日にZepp Nambaにて開催した自主企画『カオスの百年 vol.11』にて演奏された表題曲4曲のライブ映像。
1. 反逆のマーチ
2. ダークホース
3. 誰も知らない
4. Mad Pierrot

### 特典（完全受注生産限定Special Editionのみ）
- 4種のトッピング（封入特典)

1. オリジナル・トートバッグ
2. オリジナル・Mサイズ"クアトロ"ピザステッカー
3. 「カオスの百年 vol.11」ラミネート・スタッフパス
4. 「カオスの百年 TOUR 2015」連動！クアトロ・プレミアム抽選特典 (※応募締切：9月14日(月) 当日消印有効)[注 1][注 2][3]